# Gelting Bugt
Gelting Bugt (dansk) eller Geltinger Bucht (tysk) er en bugt beliggende ud for det nordøstlige Angel ved Flensborg Fjords udløb i Østersøen i et indhug mellem Havernæs (tysk Habernis) i vest og halvøen Gelting Birk i øst. Bugtens samlede kyststrækning er på cirka 15 kilometer. Her ligger blandt andet Østergaard Skov (Oestergaarder Wald), Hunhøj (Hunhoi) og Vakkerballe (Wackerballig). Den inderste del af bugten kaldes for Udmarkhav (Ohrfeldhaff) efter det nærliggende Udmark gods.
Natten mellem 4. og 5. maj 1945 blev i alt 47 tyske ubåde sænket i bugten - efter anordning fra Hitlers efterfølger Karl Dönitz. Bådene skulle ikke falde i hænderne på de allierede styrker.
Bugten gav i 2008 navnet til Gelting Bugts kommunefælleskab (Amt Geltinger Bucht).